# Dysschema submarginata
Dysschema submarginata är en fjärilsart som beskrevs av Walker 1854. Dysschema submarginata ingår i släktet Dysschema och familjen björnspinnare. Inga underarter finns listade i Catalogue of Life.